# Fotbal Club CFR 1907 Cluj
Il Fotbal Club CFR 1907 Cluj, noto comunemente come CFR Cluj o semplicemente Cluj, è una società calcistica rumena di Cluj-Napoca.
Fu fondata nel 1907 come Kolozsvári Vasutas Sport Club (it. Club Sportivo dei Ferrovieri Cluj). Milita in Liga I, la massima divisione del calcio rumeno.
Nella sua storia ha partecipato prevalentemente a campionati di Divizia B e di Divizia C, giocando nella massima serie dapprima dal 1969 al 1976 e ottenendo come massimo risultato il quinto posto (risultato eguagliato nella stagione 2005-2006) e successivamente dal 2004. Nella stagione 2007-2008 il club ha vinto i suoi primi trofei nazionali, aggiudicandosi il campionato e la Coppa di Romania. In bacheca conta 8 campionati rumeni, 5 Coppe di Romania e 4 Supercoppe di Romania.

## Storia

### 1907-1946

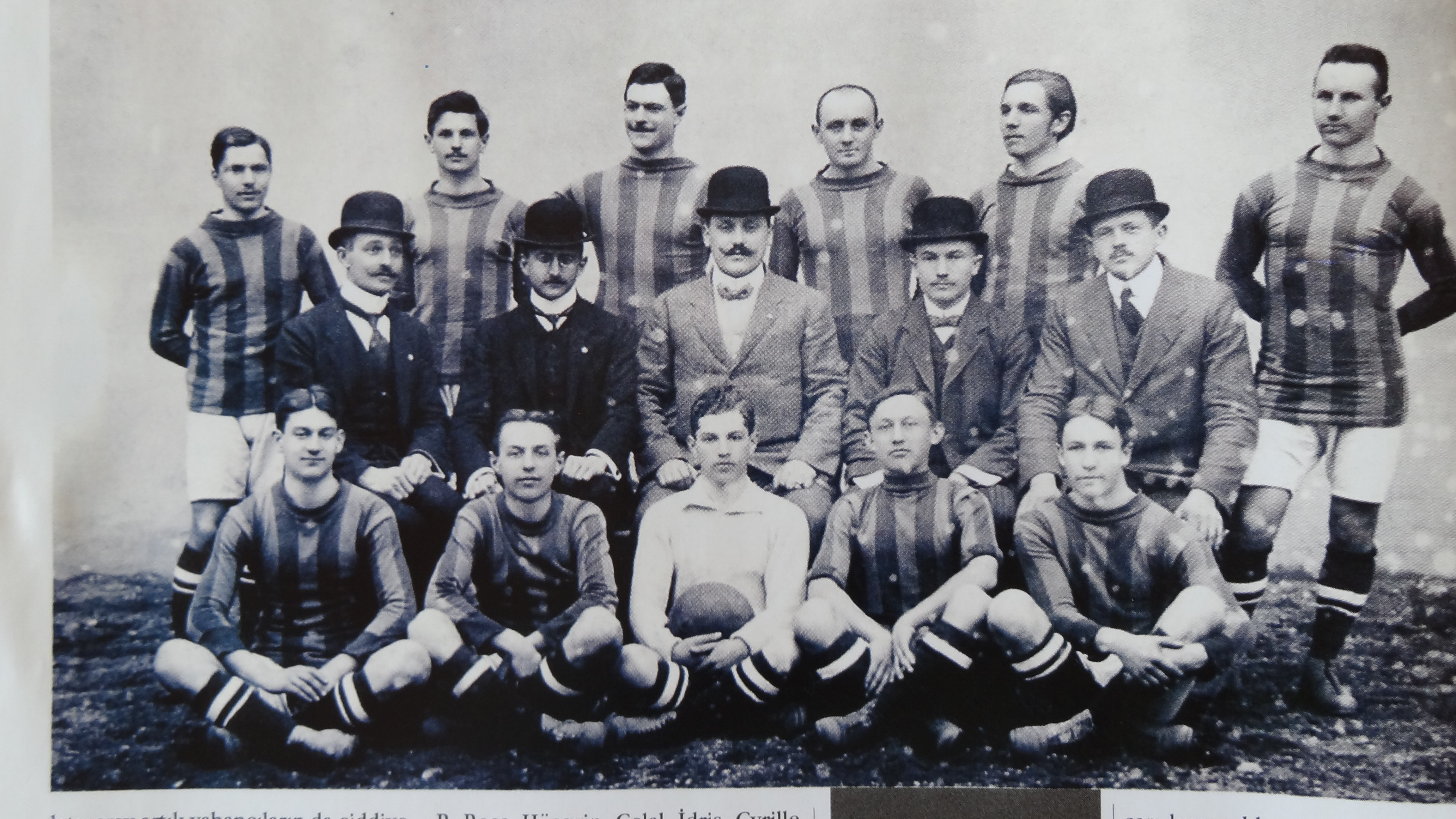
il CFR Cluj nel 1911

Il club venne fondato nel novembre 1907 col nome Kolozsvári Vasutas Sport Club, società dei ferrovieri di Cluj. Secondo i documenti dell'epoca fu la terza squadra della città e la decima dell'intera Romania (riferito al territorio attuale, in quel periodo la Transilvania era parte dell'Impero Austro Ungarico).
La prima partita fu disputata contro il KKAC (squadra dell'Accademia Commerciale) e venne sconfitta 23-0 in un torneo cittadino dove arrivò secondo su tre squadre partecipanti. Tra i match disputati in quel periodo si ricordano i 2 gol segnati a Károly Zsák, portiere della nazionale ungherese, nella partita persa 8-2 contro il 33 FC Budapest.
Nelle due stagioni successive arrivò ancora secondo nel torneo tra le squadre di Cluj per vincerlo poi nella quarta edizione, nella stagione 1910-1911. Nel 1912 cambiò nome in Kolozsvári Torna Club e bissò il successo dell'anno precedente. La formazione titolare (che giocò con il 2-3-5) era: Herner, Walter, Grimm, Mate, Herschowits, Mike, Tuzson, Deak, Orsolyak, Koncz, Czinner
Nel 1913 incontrò i campioni d'Ungheria del Ferencvaros in un incontro amichevole perso 7-0.
Con la fine della prima guerra mondiale e il conseguente Trattato del Trianon l'intera regione passò alla Romania. Tra il 1918 e il 1920 vinse due campionati disputati a livello regionale e il 21 aprile 1921 partecipò alla riunione della federazione (in rumeno: Federației Societăților Sportive din România) per stabilire la formula del nuovo campionato di calcio e cambiò di nuovo nome in CFR Cluj, in onore delle Căile Ferate Române, ferrovie di Stato romene. Nella struttura a livello regionale (in vigore fino alla stagione 1931-32) il CFR non vinse mai il proprio girone, appannaggio delle più quotate Universitatea e Victoria. Nel 1924 venne inaugurato il nuovo stadio nei pressi della stazione ferroviaria con un match contro i pluricampioni del Chinezul Timișoara terminato 1-1. Tra i giocatori di quel decennio si ricordano Boga, Walasz, Bazga, Szilaghi, Vegh, Hegh, Kabuzowsky, Kiniszi II, Nagy, Ujvari, Takacs I e II, Curteanu, Barabas, Tocson, Heresz, Micu, Deak, Neagu, Oros, Olteanu, Moraru, Radu, Sandor, Merceanu, Krostadetr, Szanislo, Iuhasz.
Con il passaggio al girone unico il CFR mancò la qualificazione alla neonata Divizia A per i primi due anni qualificandosi poi alla neo-istituita Divizia B nella stagione 1934-35. L'anno successivo terminò il campionato all'ultimo posto nel proprio girone e venne retrocesso in Divizia C, alla sua prima edizione.
La terza serie venne disputata per due stagioni, dopodiché negli anni successivi sotto la Divizia B c'erano i campionati provinciali.
Nel 1940, a seguito del secondo arbitrato di Vienna, la Transilvania venne ceduta all'Ungheria e il CFRE cambiò nome in MAV Kolozsvár e disputò tornei in ambito locale senza ottenere risultati rilevanti.

### 1946-1976
Con il ritorno alla Romania nell'autunno del 1945 partecipò al torneo regionale istituito per stabilire le due squadre cittadine qualificate alla prima stagione di Divizia A dopo la seconda guerra mondiale. Terminò al terzo posto nel proprio girone venendo così ammesso in Divizia C, mentre furono qualificate per il massimo campionato Universitatea e Ferar. Rinforzato da alcuni giocatori provenienti dal Victoria fu promosso in seconda serie.
Durante la pausa invernale del 1947-48 il Ferar Cluj si trovò in difficoltà economica e i due club si fusero; alla ripresa del torneo il club partecipante cambiò nome da Ferar a CFR e nella partita d'esordio l'8 febbraio 1948 riuscì a pareggiare 2-2 contro i campioni in carica dell'UTA Arad in una stagione nella quale terminò nelle posizioni centrali della classifica.
Nel 1948-49 la federazione decise a campionato in corso di aumentare il numero di squadre retrocesse da 2 a 4 e il CFR, nel quale giocavano anche quattro nazionali, retrocedette insieme ai concittadini dell'U-Cluj.
Nel 1950, contemporaneamente a tutte le altre squadre ferroviarie del paese, cambiò nome in Locomotiva Cluj e in campionato non riuscì a tornare immediatamente in prima divisione. Nel 1957, allenata dal celebre Ștefan Dobay, fu retrocessa in Divizia C.. Venne promosso due anni dopo e vinse la Coppa dell'8º congresso del Partito Comunista Rumeno battendo il Rapid Cluj e lo Ştiinţa Cluj.
Nel tentativo di creare una seconda squadra cittadina in grado di mantenersi stabilmente in prima divisione a fianco dell'Universitatea, fu imposta a CFR e Rapid la fusione e venne creato il Clubul Sportiv Muncitoresc Cluj formato dai migliori giocatori di entrambe le squadre allenati da Ştefan Covaci e vennero mantenute le squadre amatoriali dei ferrovieri (col nome Depoul de Locomotive Cluj) e dei lavoratori della fabbrica di pellame. Il tentativo fallì e già nel 1964 i ferrovieri si ritirarono dalla nuova squadra e proseguirono con quella amatoriale che arrivò ad un passo dalla promozione in Divizia C perdendo ai playoff contro il Gloria Bistriţa. Tuttavia alla fine della stagione si ritrovò in Divizia B, fondendosi e prendendo il posto del Clujeana Cluj..
Allenata da Constantin Rădulescu, negli anni quaranta giocatore sia nel CFR che nell'Universitatea, vinse la Divizia B con 40 punti distanziando di 5 lunghezze la seconda in classifica.. La formazione tipo (che giocava con il modulo 4-2-4) era formata da Naghel (Hasmasan) - Tegean, Dragomir, Soos, Roman - Alexandru Vasile, Uifaleanu (Stincel) - Bretan, Petru Emil, Mazurakis e Petrescu.
Nella nuova stagione in massima serie finì il campionato al quattordicesimo posto e si salvò ma la dirigenza decise ugualmente di cambiare l'allenatore ed ingaggiare Eugen Iordache ma visti i pessimi risultati venne esonerato e ritornò Radulescu che ottenne la salvezza grazie al 2-2 all'ultima giornata contro l'UTA Arad. Anche nella stagione successiva la salvezza fu ottenuta all'ultima giornata dopo che concluse il girone d'andata con una sola vittoria all'attivo:con 8 vittorie, 2 pareggi e 5 sconfitte nel girone di ritorno riuscì a risalire fino al tredicesimo posto..
Nell'estate del 1972 fu ingaggiato Mihai Adam dall'Universitatea, già in passato vincitore di due titoli di capocannoniere e la squadra ottenne il suo miglior risultato, un quinto posto. In quella stagione venne completato il nuovo stadio e il match inaugurale fu un'amichevole contro Cuba vinta per 2-1. Disputò altre tre stagioni in Divizia A, Adam vinse il suo terzo titolo di miglior marcatore nel 1973-74 (unico giocatore del CFR ad essere capocannoniere) e la divizia A 1975-1976 fu l'ultima stagione in massima serie del XX secolo.

### 1976-2004
Cercò l'immediato ritorno nel massimo campionato ma dopo una stagione all'undicesimo posto, quella successiva finì al secondo posto dietro al Baia Mare. Disputò altri campionati senza ottenere risultati rilevanti e venne retrocesso in Divizia C dopo aver terminato al penultimo posto la Divizia B 1981-1982. Per tutti gli anni ottanta e novanta disputò campionati tra la seconda e la terza serie e la situazione economica del club si fece più difficile soprattutto a partire dal 1990: le squadre degli altri sport della polisportiva ferroviaria vennero infatti sciolte e la sezione calcistica fu l'unica mantenuta, pur con difficoltà.
Nel 2001 la squadra allenata da Marius Bretan (che disputava quell'anno la Divizia C) fu ad un passo dalla bancarotta e venne salvata durante la pausa invernale dall'uomo di affari Arpad Paszkany che acquistò la società e annunciò investimenti per un pronto ritorno in prima divisione. Già in quella stagione fu ottenuta la promozione in Divizia B.
Nel 2003-04 fu promosso in Divizia A. Dopo aver iniziato il campionato con 13 vittorie consecutive la squadra si bloccò e durante la pausa invernale cambiò allenatore. Per tutto il girone di ritorno contese al Jiul Petroșani il primo posto del girone che ottenne con un pareggio all'ultima giornata contro il Gaz Metan Mediaș

### Dal 2004

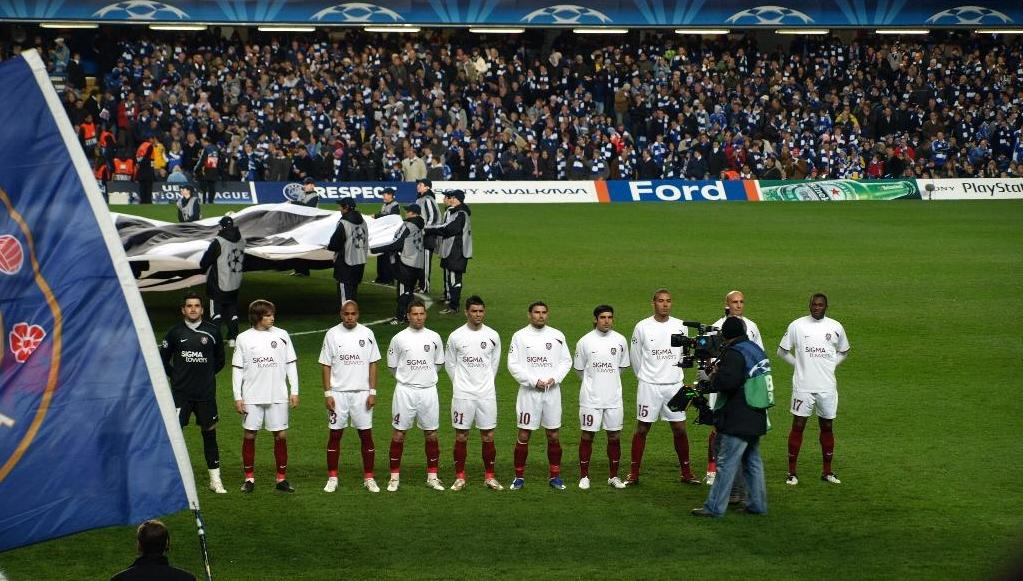
CFR Cluj-Chelsea nella Champions League 2008-2009

La stagione che segnò il ritorno in Divizia A dopo 28 anni fu conclusa al sesto posto e anche negli anni successivi terminò nelle posizioni centrali della classifica. La dirigenza iscrisse il club alla coppa Intertoto 2005 nella quale giunse alla finale sconfitto dal Racing Club de Lens dopo aver superato Vetra Vilnius, Athletic Bilbao ai rigori, Saint Etienne e Zalgiris Vilnius. Alla guida della squadra c'era il giocatore-allenatore Dorinel Munteanu.
Nella stagione 2007-2008 vinse il titolo diventando la prima squadra non avente sede a Bucarest a vincere il campionato rumeno negli ultimi 17 anni e garantendosi, così, la partecipazione alla fase a gironi della Champions League 2008-2009. Pochi giorni dopo conquistò anche la Coppa di Romania.
Nella stagione successiva in campionato il Cluj ha avuto un inizio non felice, culminato nell'esonero, ad agosto, di Ioan Andone, l'allenatore dello scudetto. Al suo posto è stato chiamato l'italiano Maurizio Trombetta, in passato secondo di Francesco Guidolin e Giovanni Galeone.
Nella gara di esordio in Champions League 2008-2009 il Cluj sorprese tutti battendo la Roma all'Olimpico per 2-1. Nonostante abbia ottenuto altri risultati importanti, come il pareggio in casa contro il Chelsea, la squadra campione di Romania fu eliminata al termine della fase a gironi.

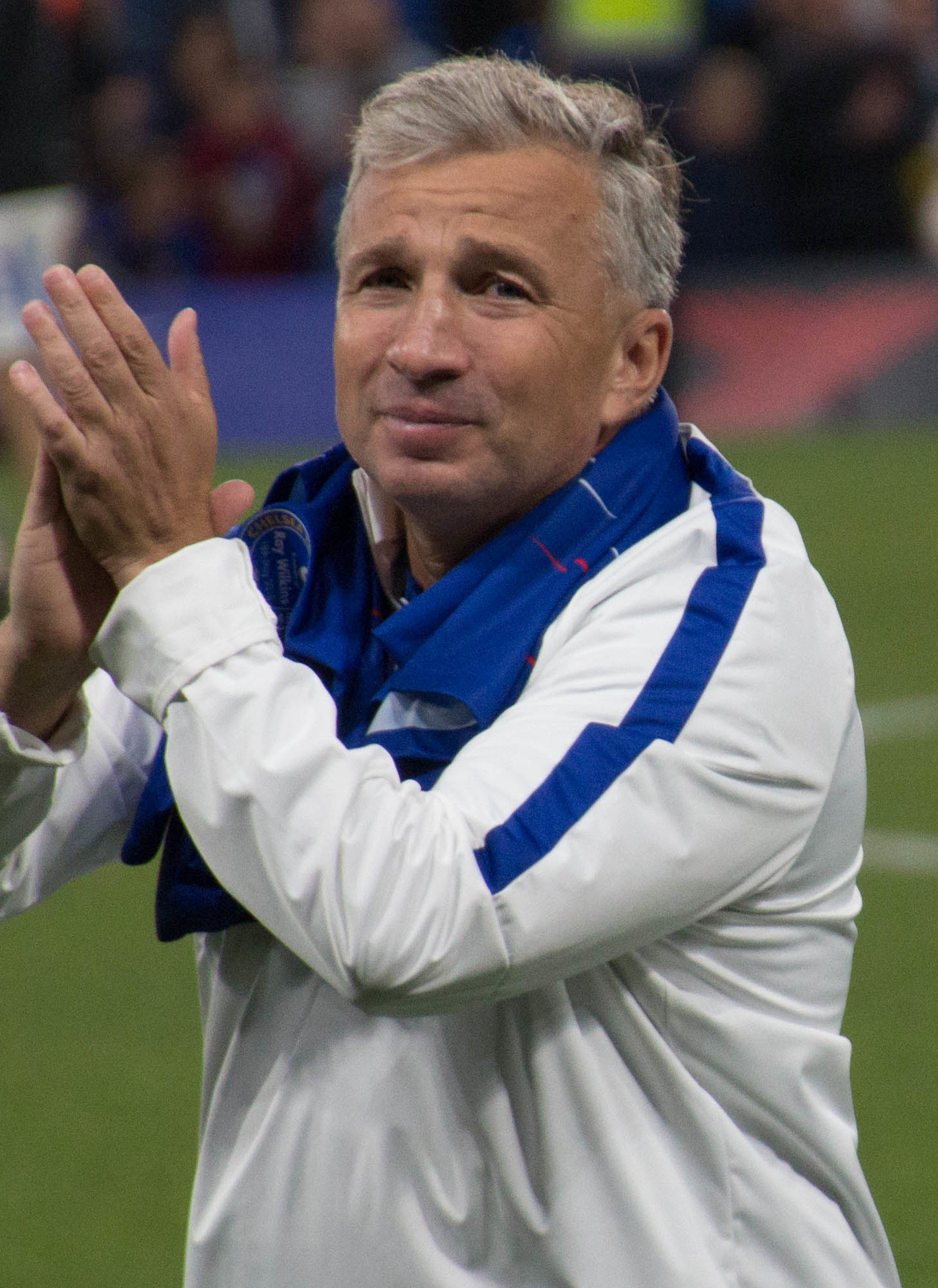
Dan Petrescu ha portato il club allo scudetto.
Nella stagione 2008-2009 il Cluj si piazzò quarto in campionato e vinse nuovamente la coppa nazionale, qualificandosi per la UEFA Europa League, al cui turno di play-off ha avuto accesso direttamente. Dal novembre 2009 all'agosto 2010 la squadra ebbe uno staff tecnico interamente italiano, composto dall'allenatore Andrea Mandorlini e dai suoi secondi Enrico Nicolini e Roberto Bordin; al termine di una prima stagione trionfale vinse il secondo scudetto, battendo all'ultima giornata per 2-1 l'Inter Arges, e la Coppa di Romania, la terza consecutiva in tre anni per la squadra. Nel settembre 2010, a seguito di una serie di risultati negativi, Mandorlini fu esonerato e sostituito da Sorin Cartu, in seguito rimpiazzato a sua volta da Alin Minteuan.
Il club vinse la Liga I 2011-2012 aggiudicandosi così il suo terzo titolo e guadagnando l'accesso alla UEFA Champions League 2012-2013, dove arrivò terzo nel proprio girone dopo aver sconfitto il Manchester United all'Old Trafford, passando così ai sedicesimi di finale della Europa League, dove fu eliminato dall'Inter.
All'inizio del campionato 2014-2015 la società ebbe grossi problemi finanziari, non pagò gli stipendi ai giocatori e venne penalizzata di 24 punti. Fece ricorso al Tribunale Arbitrale dello Sport che nel maggio 2015 diede ragione al club togliendo la penalizzazione che consentì alla squadra di arrivare terza. Nei primi mesi del 2017 Marian Băgăcean acquisì la maggioranza delle quote societarie
Nella stagione 2015-2016 vinse per la quarta volta la coppa nazionale, battendo in finale la Dinamo Bucarest ai tiri di rigore. La striscia di successi proseguì con i cinque titoli vinti consecutivamente dal 2017-2018 al 2021-2022; nel 2018 e nel 2020 la squadra si aggiudicò nuovamente la Supercoppa di Romania.

## Strutture

### Stadio
La squadra gioca le partite casalinghe nello stadio Dr. Constantin Rădulescu, impianto costruito nel 1973 con una capienza di 23.500 posti a sedere dei quali circa 15.000 coperti dopo una completa ristrutturazione avvenuta nel 2004.
In origine la capienza era di 10.000 spettatori e dopo l'ampliamento è il nono impianto in Romania per numero di spettatori.
È dotato di un impianto di illuminazione di 1.600 lux.
In precedenza il club giocava in un impianto sempre situato nei pressi della stazione ferroviaria, inaugurato nel 1924.

## Società

### Organigramma societario
Il governo societario del SC Football Club CFR 1907 Cluj SA, al 2023, prevede un sistema tradizionale formato dall'assemblea degli azionisti, dal consiglio di amministrazione (CdA) e dal collegio sindacale. Il CdA, rinnovato il 1º luglio 2021, è composto da sei membri, nominati dall'assemblea degli azionisti e tutti indicati dalla società controllante U.T. Communications S.p.A.; Ioan Varga, a cui è riferibile la proprietà, ricopre la carica di presidente del consiglio di amministrazione, assunta nel 2015 con l'allora acquisto del club, mentre non è prevista la figura dell'amministratore delegato. Il collegio sindacale è composto da tre membri sempre indicati da U.T. Communications, dei quali Cristian Balaj assume il ruolo di presidente.
Organigramma aggiornato al 15 giugno 2022.
- Ioan Varga - Proprietario
- Cristian Balaj - Presidente
- Ștefan Gadola - Consigliere
- Marian Băgăcean - Consigliere
- Simona Baciu - Consigliere
- Tudor Pop - Consigliere
- Răzvan Zamfir - Direttore operativo
- Cristian Panin - Team Manager
- Marius Bilașco - Direttori sportivi
- Bogdan Mara - Direttori sportivi

### Sponsor
- 1907-84 Non presente
- 1982-90 Adidas
- 1990-06 Erreà
- 2006-10 Nike
- 2010-17 Joma
- 2016-17 Masita
- 2017-20 Joma
- 2020- Nike

### Impegno nel sociale
Il CFR Cluj partecipa a diverse iniziative di beneficenza: il club è stato il primo a Gruia a concedere la possibilità di una squadra di calcio per persone con disabilità, e il primo a collaborare alla creazione di un fan club di tifosi composto interamente da persone con disabilità, riservandogli ogni anno posti gratuiti allo stadio. In termini di beneficenza in senso stretto, collabora da anni con l'UGI, una struttura nata per aiutare i bambini ricoverati presso l'ospedale pediatrico, alla quale donano contributi economici, cimeli della prima squadra e visite dei giocatori.

### Settore giovanile
L'International Football Club CFR Cluj Academy è un'accademia di calcio di Cluj-Napoca progettata per scoprire e formare giovani talenti per il calcio di spettacolo. È il vivaio della squadra di calcio. All'inizio della stagione in corso il settore giovanile contava 206 ragazzi iscritti nelle squadre juniores. L'accademia è un progetto realizzato in collaborazione con la Scuola Internazionale di Calcio di Genova e beneficia di autofinanziamento. La grande squadra (primavera) dell'accademia milita nella Liga IV.
Mugurel Dan è l'allenatore della squadra Primavera, attualmente in Liga IV dopo la retrocessione dal 2023. GISS è un business sviluppato da Morris Pagniello, un australiano di origine italiana che nella sua carriera calcistica ha giocato all'Honved Budapest, al Roda Kerkrade, al Northampton o all'Ancona. Azioni degne di nota includono la prima accademia di club dell'AS Roma fuori dall'Italia a Melbourne. L'accademia conta più di 80.000 calciatori tesserati e ha inviato 82 giocatori in tutta Europa, alcuni dei quali all'AS Roma, all'Internazionale Milano o all'Espanyol Barcelona.
Nelle giovanili sono cresciuti numerosi giocatori, tra cui Alexandru Păun, che ha avuto una carriera straordinaria quando ormai era sui campi da gioco nelle file della prima squadra.

## Diffusione nella cultura di massa
L'CFR Cluj è spesso presente in varie opere della cultura rumena. In ambito cinematografico è da ricordare le serie rumene Las Fierbinti e La Bloc, che spesso presentavano film sul calcio degli anni '90 e '00, in cui c'era anche il club dei arbitri, controllato da Árpád Pászkány.
Il CFR Cluj è stato oggetto di un lungo film documentario diretto da Laviniu Lazăr, Paul Henis, Marieta Manolache, con l'aiuto del Football Club CFR Cluj, sulla stagione della UEFA Champions League 2012-2013 e sulla storica vittoria sul Manchester United all'Old Trafford, intitolato "Il teatro dei sogni" (rumeno : Teatrul Viselor) che è stato presentato al festival Film Transilvania (TIFF) nel 2013. Il materiale è realizzato in maniera soggettiva, il calcio visto attraverso gli occhi di uno spettatore neutrale che cerca di capire il fascino delle persone per questo fenomeno e perché il calcio ci influenza più di quanto sembri, a prima vista.

## Palmarès

### Competizioni nazionali
- Campionato rumeno: 8

2007-2008, 2009-2010, 2011-2012, 2017-2018, 2018-2019, 2019-2020, 2020-2021, 2021-2022
- Coppa di Romania: 5

2007-2008, 2008-2009, 2009-2010, 2015-2016, 2024-2025
- Supercoppa di Romania: 4

2009, 2010, 2018, 2020
- Liga II: 2

1968-1969, 2003-2004
- Liga III: 7

1946–1947, 1982–1983, 1985–1986, 1988–1989, 1990–1991, 1995–1996, 2001–2002

## Statistiche e record

### Partecipazione ai campionati
Di seguito una tabella raffigurante la partecipazione del CFR Cluj ai campionati di calcio.
| Livello | Categoria | Partecipazioni | Debutto   | Ultima stagione | Totale |
| ------- | --------- | -------------- | --------- | --------------- | ------ |
| 1º      | Serie A   | 28             | 1947-1948 | 2024-2025       | 28     |
| 2º      | Divizia B | 40             | 1934-1935 | 2003-2004       | 40     |
| 3º      | Divizia C | 15             | 1936-1937 | 2001-2002       | 33     |
| 3º      | District  | 18             | 1918–1919 | 1945–1946       | 33     |

### Statistiche alle competizioni UEFA
| Torneo                                | Partecipazioni | Debutto   | Ultima stagione | Totale |
| ------------------------------------- | -------------- | --------- | --------------- | ------ |
| Coppa dei Campioni / Champions League | 7              | 2008-2009 | 2012-2013       | 18     |
| Coppa UEFA / Europa League            | 8              | 2007-2008 | 2020-2021       | 18     |
| Conference League                     | 2              | 2021-2022 | 2022-2023       | 18     |
| Coppa Intertoto                       | 1              | 2005      | 2005            | 18     |

### Statistiche di squadra

Grafico raffigurante le posizioni annuali del CFR

Il CFR Cluj è all'12º posto nella classifica perpetua della Liga I, che tiene conto di tutte le squadre di calcio che hanno militato nella massima serie nazionale almeno una volta.
CFR Cluj è una squadra di calcio romena con una storia e un palmares distinti. Attualmente, è interessante notare che il CFR Cluj ha avuto un impatto significativo sia a livello nazionale che internazionale. Cluj è una presenza notevole nella storia calcistica rumena, occupando una posizione di rilievo all'interno della classifica perpetua del campionato nazionale. La classifica tiene conto di tutte le squadre che hanno militato nella massima serie rumena almeno una volta, posizionando il CFR Cluj in una posizione di rilievo.
Per quanto riguarda il campionato rumeno, il CFR Cluj ha raggiunto il primo posto in diverse occasioni, conquistando titoli di campione d'Romania. La squadra ha dimostrato costanza nelle prestazioni, ottenendo posizioni di rilievo sia al secondo che al terzo posto. La società ha contribuito a plasmare la storia del calcio rumeno, mantenendo un notevole primato come detentore del titolo di campione per periodi significativi.

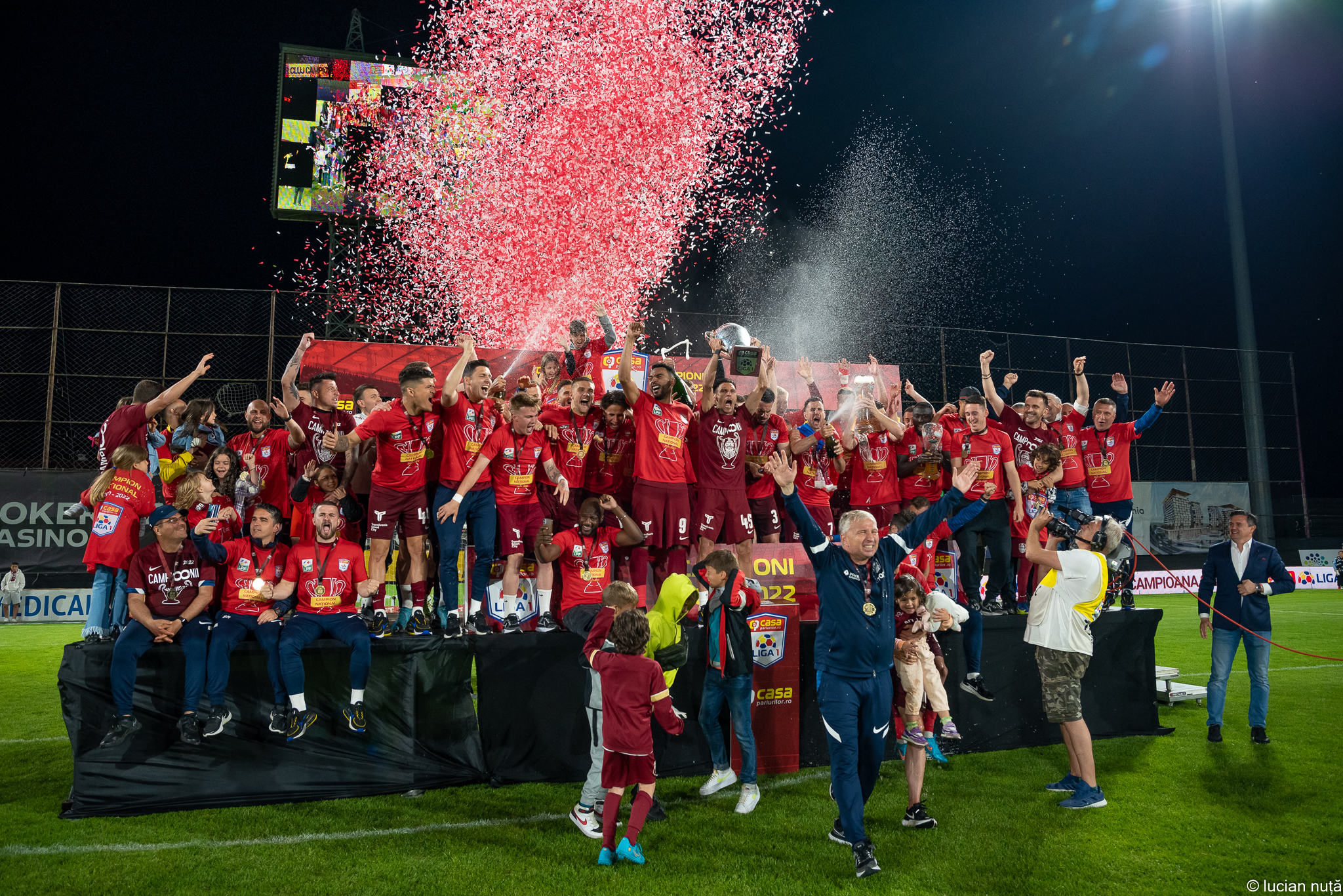
Il CFR Cluj festeggia il quinto titolo consecutivo della Liga I

In un arco di tempo che copre numerose stagioni sportive, il CFR Cluj ha dimostrato la sua competitività sia nella massima serie rumena che nelle competizioni europee. Con partecipazioni in diverse edizioni di competizioni organizzate ufficialmente dalla UEFA, la squadra ha disputato numerose partite, accumulando vittorie, pareggi e sconfitte.
A livello nazionale, il CFR Cluj ha raggiunto importanti traguardi nella Coppa di Romania, dimostrando la sua forza anche in competizioni nazionali. Vittorie e posizioni di rilievo hanno contribuito a consolidare la reputazione del club nel panorama calcistico rumeno.
Internazionalmente, il CFR Cluj ha lasciato il segno, raggiungendo la vittori, un risultato di prestigio che ha contribuito a elevare il nome della squadra a livello europeo. Inoltre, il CFR Cluj ha partecipato a diverse edizioni di competizioni europee, come la Coppa UEFA e l'Europa League, dimostrando la sua capacità di competere ad alto livello e accumulando esperienze significative nel panorama calcistico continentale.

### Statistiche individuali

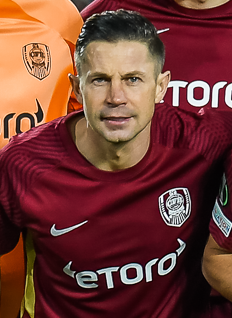
Ciprian Deac

Per quanto riguarda le presenze, Mario Camora è il recordman in maglia CFR Cluj, con 379 apparizioni (condite da 11 reti) messe assieme dal 2011 al presente. Tra i cannonieri, il primato di reti è appannaggio di Ciprian Deac, con 74 reti ufficiali (in 347 incontri) siglate dal 2006 al presente. Sempre tra i marcatori, nella storia sono stati 8 i calciatori capaci di laurearsi capocannonieri di un torneo rumeno di Divizia A: il primo assoluto fu l'rumeno Anton Fernbach-Ferenczi, nella Divizia A 1947-1948 (15 reti). Nel 1967-68 venne poi il turno dell'oriundo Giannis Mantzourakis (15), mentre per il primo italiano fu necessario attendere , con Octavian Ionescu. Mihai Adam diventò il miglior marcatore (23) del primo campionato del secondo dopoguerra, cui seguì Ilie Lazăr. Si dovette aspettare quasi 30 anni prima di rivedere una squadra CFR-ista di Cluj in prima divisione: fu Adrian Anca a rompere il lungo digiuno a metà degli anni 00, affermandosi nelle annate 2003-2006; George Țucudean è finora l'unico giocatore CFR riuscito a conseguire tre titoli di capocannoniere, nonché l'unico capace di bissare il riconoscimento.
A livello europeo, il giocatore più presente del CFR Cluj nelle competizioni UEFA è Ciprian Deac (26) mentre Camora è il calciatore granata andato a segno più volte.
Di seguito i record presenze e marcature dei giocatori del CFR Cluj dall'anno di fondazione a oggi.
Aggiornato al 19º maggio 2023
| Record di presenze - 379 Camora (2011-) - 347 Ciprian Deac (2006-2010, 2012-2015, 2017-) - 235 Alexandru Păun (2014-2023) - 202 Cadú (2006-2014) - 192 Cristian Panin (2004–2013) - 182 Juan Culio (2007–2011, 2017-2020) - 177 Viorel Visan (1968–1976) - 164 Billel Omrani (2016-2022) - 161 Cristian Manea (2017-) - 135 Gabriel Muresan (2007-2013) | Record di reti - 74 Ciprian Deac (2006-2010, 2012-2015, 2017-) - 57 Cristian Coroian (1993-1996, 2005-2007) - 55 Ilie Lazar (1990-1992) - 47 Mihai Adam (1972-1976) - 33 Billel Omrani (2016-2022) - 33 Gabriel Debeljuh (2020-2023) - 27 Cadú (2006-2014) - 26 Alexandru Paun (2014-2023) - 25 Cristian Bud (2010-2013, 2016-2017, 2019) - 21 Juan Culio (2007–2011, 2017-2020) |

## Tifoseria

### Storia

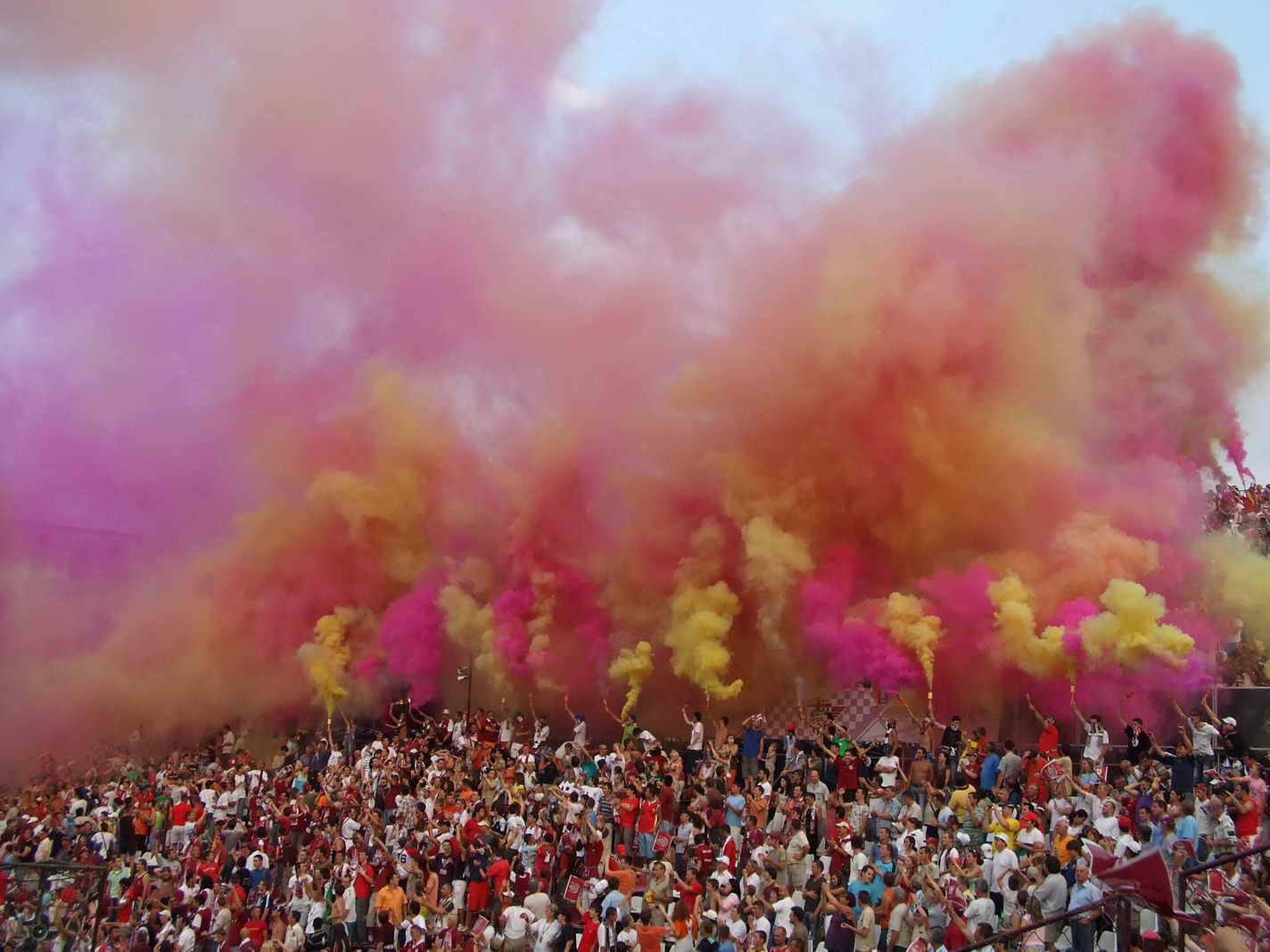
Tifosi del CFR Cluj in una partita casalinga nel '00

I sostenitori del CFR Cluj sono menzionati fin dagli anni '10, periodo in cui il club aveva molti sostenitori sia tra la popolazione ungherese e rumena di Cluj-Napoca, sia tra i ferrovieri. La squadra rappresentava la città nel calcio del Regno d'Ungheria durante il periodo in cui la Transilvania faceva parte dell'Impero Austro-Ungarico. Agli inizi degli anni 2000 il fenomeno ultras cominciò a penetrare anche nel prato del CFR Cluj.
Nel 2002, anno in cui la squadra venne promossa in B, venne costituito il Commando Gruia, un gruppo formato da tifosi insensibili allo scarso rendimento della squadra, ma con il progredire del CFR, nella stagione 2002-2003, si evolse in un vero gruppo. Nel 2004, in seguito al ritorno in Divizia A dopo una pausa di 28 anni, il numero dei membri aumenta notevolmente, periodo durante il quale il gruppo si divide, formando sottogruppi come Camorra, Mad Boys, Ultras Commando Gruia e KVSC, l'ultimo gruppo dominato da sostenitori di nazionalità ungherese.
Insieme alle esibizioni della squadra, i gruppi più importanti apparsi sono stati Fidelis, Ablaze, Gruppo Gara, Patriots, Romanians e Depo Clan. Un altro importante raggruppamento era il Settore 24, che comprendeva tutti i membri delle suddette brigate.
Nel 2015, molto recentemente, sugli spalti del CFR è apparso un gruppo di ultras chiamato Frânarii, i cui freni sono ex membri di Juvenes e Nostra Familia, l'ultima brigata catturata dai dinamisti dopo una partita tra le due squadre.

### Gemellaggi e rivalità

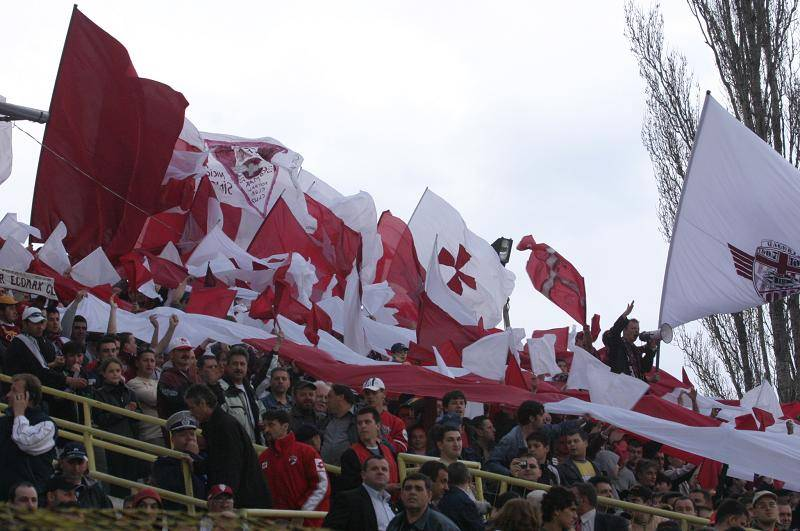
Tifosi del CFR Cluj il 14 agosto 2006 in una partita casalinga

I tifosi del CFR hanno una feroce rivalità con i tifosi dell'Universitatea Cluj, l'altra grande squadra della città. Tra i due campi si sono verificati numerosi incidenti, nella maggior parte dei casi con conseguenti feriti. Dopo l'iscrizione al campionato rumeno, la tribuna del CFR, composta ancora da ungheresi, sostenitori dell'ex KVSC, entrò in conflitto con quelli dell'Università, il primo grande conflitto tra le due squadre avvenne nel 1924, quando lo stadio fu evacuato a causa alla rissa tra tifosi, in una partita vinta dall'Università per 2-1. Dopo la promozione del CFR Cluj alla premiership della Divizia A nel 1969, la rivalità contro l'U si riaccese, essendo il CFR la seconda squadra più sostenuta a Cluj, e un episodio significativo avvenne nel 1975, quando i due rivali furono retrocessi a braccetto. braccio nella Divizia B. La rivalità fu in gran parte dimenticata fino agli anni 70. Il CFR fu promosso in Divizia A nel 1969 e le due squadre si incontrarono di nuovo.
Nelle prime tre stagioni insieme in prima divisione, l'Università vinse la maggior parte delle partite fino al 1972, quando fu battuta 1-0. Nella stagione Divizia A975-76 entrambe le squadre furono retrocesse in Divizia B. Nelle due stagioni insieme in seconda divisione, il CFR rimase imbattuto, anche nella stagione Divizia B 1977-78 quando l'Università fu promossa e il CFR rimase in seconda divisione. Per più di 20 anni l'Università è rimasta prevalentemente nella Divizia A, mentre il CFR è rimasto nella Divizia B.

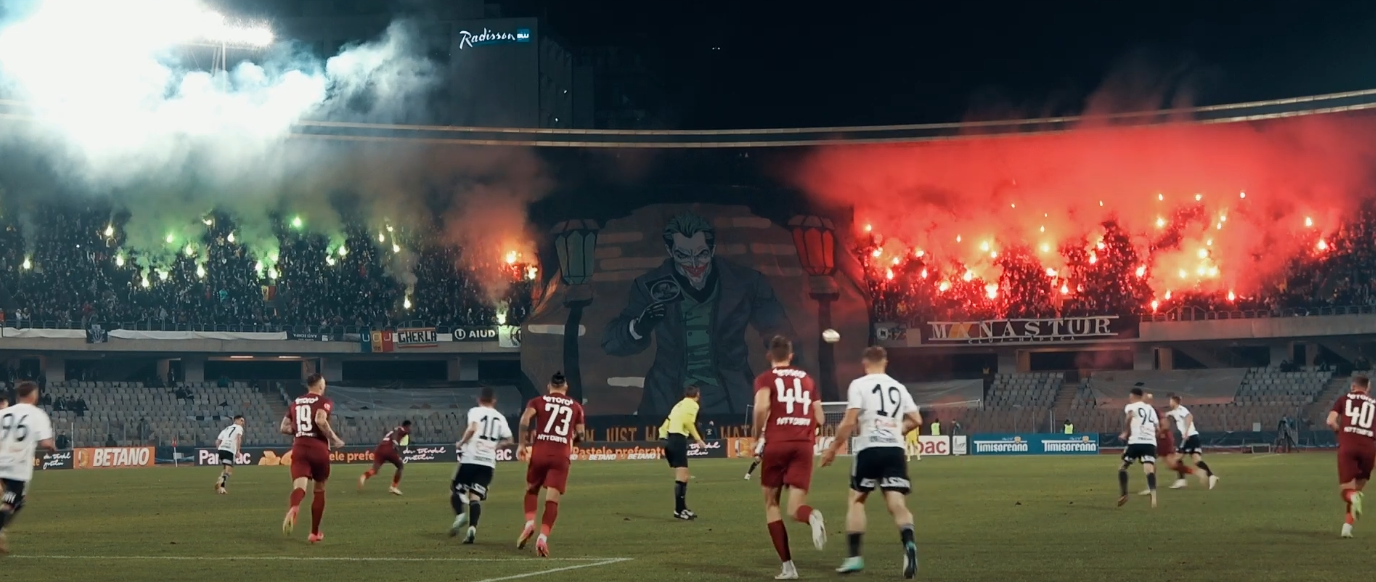
Coreografia dei tifosi dell'Universitatea al derby di Cluj

Nel 2004, il CFR riuscì a tornare in Division A e rimase imbattuto contro l'Università. Da allora, il CFR è diventata una delle squadre di calcio più importanti della Romania, vincendo 8 scudetti e giocando coppe europee, mentre l'Università è diventata la squadra secondaria del Cluj. Il 7 maggio 2008 il CFR sconfisse l'Università Cluj e la partita fu significativa per entrambe le squadre, il CFR vinse il primo scudetto, mentre l'Università retrocesse.
Sebbene entrambe le squadre abbiano dovuto affrontare problemi finanziari a partire dal 2014, il CFR è rimasto in primo grado, a differenza dell'Università, che è stata retrocessa l'anno successivo. Nel 2016 l'Università è retrocessa in Liga III, è fallita e si è ristabilita in Liga IV. Dopo 7 anni senza alcuna disputa tra le due rivali, l'U Cluj ha giocato durante questo intervallo nelle serie inferiori, il 20 ottobre 2022 si incontrano di nuovo in uno scontro diretto in Coppa di Romania, partita che finisce 1-1 alla Cluj Arena.
Nel 2019, il sito web della Liga Profesionistă de Fotbal si riferiva a una partita tra FCSB e CFR Cluj come "il derby rumeno", un nome generalmente utilizzato per gli incontri tra l'ex club e i rivali cittadini della Dinamo București. Ciò deriva dal fatto che dopo gli anni 2000 CFR e FCSB erano spesso alcuni dei principali contendenti per il titolo nazionale, e durante la fine degli anni 2010 la rivalità si è ulteriormente esacerbata quando la Dinamo ha perso il suo status di potenza. Nel 2023, CFR e FCSB si sono incontrati più di 70 volte in prima divisione.

## Organico

### Rosa 2025-2026
Rosa e numerazione sono aggiornate al 13 agosto 2025. 
| N. |                               | Ruolo | Calciatore         |
| -- | ----------------------------- | ----- | ------------------ |
| 1  | Romania (bandiera)            | P     | Rareș Gal          |
| 3  | Mauritania (bandiera)         | D     | Aly Abeid          |
| 4  | Brasile (bandiera)            | D     | Léo Bolgado        |
| 5  | Kosovo (bandiera)             | C     | Drilon Islami      |
| 6  | Gambia (bandiera)             | D     | Sheriff Sinyan     |
| 7  | Liberia (bandiera)            | A     | Mohammed Kamara    |
| 8  | Romania (bandiera)            | C     | Alin Fică          |
| 9  | Romania (bandiera)            | A     | Louis Munteanu     |
| 10 | Romania (bandiera)            | C     | Ciprian Deac       |
| 11 | Romania (bandiera)            | C     | Alexandru Păun     |
| 12 | Romania (bandiera)            | P     | Mihai Pînzariu     |
| 13 | Portogallo (bandiera)         | D     | Simão Rocha        |
| 15 | Gambia (bandiera)             | A     | Muhammed Badamosi  |
| 16 | Romania (bandiera)            | C     | Ovidiu Perianu     |
| 17 | Kosovo (bandiera)             | A     | Meriton Korenica   |
| 18 | Kosovo (bandiera)             | C     | Lindon Emërllahu   |
| 19 | Macedonia del Nord (bandiera) | A     | Marko Gjorgjievski |
| 20 | Romania (bandiera)            | D     | Alexandru Țîrlea   |
| 22 | Nigeria (bandiera)            | D     | Kenneth Omeruo     |
| 23 | Francia (bandiera)            | C     | Tidiane Keïta      |

| N. |                     | Ruolo | Calciatore          |
| -- | ------------------- | ----- | ------------------- |
| 24 | Romania (bandiera)  | A     | Andrei Cordea       |
| 27 | Romania (bandiera)  | D     | Matei Ilie          |
| 30 | Ghana (bandiera)    | A     | Emmanuel Mensah     |
| 33 | Croazia (bandiera)  | D     | Antonio Bosec       |
| 44 | Moldavia (bandiera) | D     | Daniel Dumbrăvanu   |
| 45 | Romania (bandiera)  | D     | Camora (capitano)   |
| 47 | Croazia (bandiera)  | D     | Anton Krešić        |
| 49 | Romania (bandiera)  | A     | Lorenzo Biliboc     |
| 71 | Romania (bandiera)  | D     | Andrei Peteleu      |
| 73 | Croazia (bandiera)  | C     | Karlo Muhar         |
| 77 | Romania (bandiera)  | A     | Andres Sfait        |
| 86 | Romania (bandiera)  | C     | Viktor Kun          |
| 88 | Croazia (bandiera)  | C     | Damjan Đoković      |
| 89 | Romania (bandiera)  | P     | Otto Hindrich       |
| 90 | Romania (bandiera)  | C     | Răzvan Gligor       |
| 93 | Moldavia (bandiera) | A     | Virgiliu Postolachi |
| 96 | Francia (bandiera)  | A     | Béni Nkololo        |
| 98 | Romania (bandiera)  | A     | David Ciubăncan     |
| 99 | Italia (bandiera)   | P     | Alessandro Micai    |

### Staff tecnico
Staff aggiornato al 7 aprile 2024.
- Francisc Dican &  Ovidiu Hoban (ad interim) - Allenatore
- Mihai Ștețca - Allenatore dei portieri
- Andrei Dăngulea - Preparatore atletico
- Cristian Dragotă - Preparatore atletico
- Mugurel Dan - Collaboratore tecnico
- Cristian Panin - Team Manager